# بيت حيدان (النادرة)

تعديل مصدري - تعديل

بيت حيدان محلة تابعة لقرية جدمان، التابعة لعزلة الفجرة بمديرية النادرة إحدى مديريات محافظة إب في الجمهورية اليمنية، بلغ تعداد سكانها 32 حسب تعداد اليمن لعام 2004.